# Toulepleu
 (février 2023).
La mise en forme du texte ne suit pas les recommandations de Wikipédia : il faut le « wikifier ».
Les points d'amélioration suivants sont les cas les plus fréquents. Le détail des points à revoir est peut-être précisé sur la page de discussion.
- Les titres sont pré-formatés par le logiciel. Ils ne sont ni en capitales, ni en gras.
- Le texte ne doit pas être écrit en capitales (les noms de famille non plus), ni en gras, ni en italique, ni en « petit »…
- Le gras n'est utilisé que pour surligner le titre de l'article dans l'introduction, une seule fois.
- L'italique est rarement utilisé : mots en langue étrangère, titres d'œuvres, noms de bateaux, etc.
- Les citations ne sont pas en italique mais en corps de texte normal. Elles sont entourées par des guillemets français : « et ».
- Les listes à puces sont à éviter, des paragraphes rédigés étant largement préférés. Les tableaux sont à réserver à la présentation de données structurées (résultats, etc.).
- Les appels de note de bas de page (petits chiffres en exposant, introduits par l'outil «  Source ») sont à placer entre la fin de phrase et le point final[comme ça].
- Les liens internes (vers d'autres articles de Wikipédia) sont à choisir avec parcimonie. Créez des liens vers des articles approfondissant le sujet. Les termes génériques sans rapport avec le sujet sont à éviter, ainsi que les répétitions de liens vers un même terme.
- Les liens externes sont à placer uniquement dans une section « Liens externes », à la fin de l'article. Ces liens sont à choisir avec parcimonie suivant les règles définies. Si un lien sert de source à l'article, son insertion dans le texte est à faire par les notes de bas de page.
- La présentation des références doit suivre les conventions bibliographiques. Il est recommandé d'utiliser les modèles {{Ouvrage}}, {{Chapitre}}, {{Article}}, {{Lien web}} et/ou {{Bibliographie}}. Le mode d'édition visuel peut mettre en forme automatiquement les références.
- Insérer une infobox (cadre d'informations à droite) n'est pas obligatoire pour parachever la mise en page.

Pour une aide détaillée, merci de consulter Aide:Wikification.
Si vous pensez que ces points ont été résolus, vous pouvez retirer ce bandeau et améliorer la mise en forme d'un autre article.
Toulepleu  est une ville de l'Ouest de la Côte d'Ivoire, dans la région du Moyen-Cavally. Elle est située à 650 km d'Abidjan et est limitée à l’ouest et au sud par le Libéria. Elle a été fondée en 1913.
Les peuples vivant dans la région sont les Wê et les Yacouba.

## Administration
Une loi de 1978 a institué 27 communes de plein exercice sur le territoire du pays.
| Date d'élection | Identité            | Parti    | Qualité         | Statut |
| --------------- | ------------------- | -------- | --------------- | ------ |
| 1985            | Richard Pouho Djike | PDCI-RDA | Homme politique | élu    |
| 1990            | Raymond Guidy       | PDCI-RDA | Homme politique | élu    |
| 1995            | Benoôt Yro          | FPI      | Homme politique | élu    |
| 2002            | Boniface Zean       | FPI      | Homme politique |        |
| 2009            | Augustin Pahibo     |          | Homme politique | élu    |
| 2012            | Denis Kah Zion      | PDCI-RDA | Homme politique | élu    |
| 2018            | Denis Kah Zion      | PDCI-RDA | Homme politique | élu    |

## Démographie
| 1975  | 1988  | 2010   | 2014   |
| ----- | ----- | ------ | ------ |
| 5 195 | 7 993 | 21 639 | 56 992 |

## Éducation
Collège Institut Père Albert Chaise

## Patrimoine
- Paroisse catholique Saint Kizito[5].
- Mont Séité

## Villes voisines
- Bloléquin à 60 km (piste) vers l'est.
- Guiglo vers l'est.
- Bin-Houyé et Zouan-Hounien au nord (piste)
- Danané au nord.
- Tiobli

## Département
Le Département de Toulepleu comporte 06 Chefs Sous-préfectures qui sont:
- Bakoubly
- Méo
- Nézobly
- Péhé
- Tiobly
- Toulepleu

## Sous-préfectures
- Sous-préfecture de Bacoubly (code 06201)

1. Bakoubly
2. Kambly
3. Kouyabli
4. Pantroya
5. Poyabli
6. Seibli

- Sous-préfecture de Méo (code 06202)

1. Bohobli
2. Diai
3. Douhozon
4. Grié 1
5. Grié 2
6. Méo
7. Pahoubli
8. Panhoulo
9. Sahoubli

- Sous-préfecture de Nézobly (code 06203)

1. Kahibli
2. Klaon
3. Kpabli
4. Nézobly
5. Tiabolébly 1
6. Touaplébli
7. Toyébli
8. ZaïGbopleu

- Sous-préfecture de Péhé (code 06204)

1. Bohobli
2. Diaibli
3. Dénan
4. Glakon-Bloc
5. Kpobli-Douozé
6. Mayoubli
7. Pantrokin
8. Péhé
9. Tahibly

- Sous-préfecture de Tiobly (code 06203)

1. Bawombli
2. Bazobli
3. Douoguibly
4. Guéya
5. Guéyédé
6. Klobli
7. Ouloto-Zrébli
8. Péhékanhouébli
9. Pékan-Barrage
10. Tiobly

- Sous-préfecture de Toulepleu (code 06203)

1. Bakpahi
2. Cèbly
3. Diollé
4. Doho
5. Grêpleu
6. Guiéllé
7. Koarho
8. Sahibli
9. Séizaibli
10. Tambly
11. Toulepleu
12. Ziombly
13. Ziouébly
14. Zoguiné
15. Secteur non communal: Zoutouo

## Langues
Depuis l'indépendance, la langue officielle dans toute la Côte d'Ivoire est le français. La langue véhiculaire, parlée et comprise par la majeure partie de la population, est le dioula mais la langue vernaculaire de la région est le Wé. Le français effectivement parlé dans la région, comme à Abidjan, est communément appelé le français populaire ivoirien ou français de dagoqui se distingue du français standard par la prononciation et qui le rend quasi inintelligible pour un francophone non ivoirien. Une autre forme de français parlé est le nouchi, un argot parlé surtout par les jeunes et qui est aussi la langue dans laquelle sont écrits 2 magazines satiriques, Gbich! et Y a fohi. Le département de Toulepleu accueillant de nombreux ivoiriens issus de toutes les régions du pays, toutes les langues vernaculaires du pays, environ une soixantaine, y sont pratiquées.